# Rue des Quatre-Billards
La rue des Quatre-Billards (en occitan : carrièra dels Quatre Bilhards) est une voie de Toulouse, chef-lieu de la région Occitanie, dans le Midi de la France. 

## Situation et accès

### Description
La rue des Quatre-Billards est une voie publique. Elle se trouve au cœur du quartier des Carmes, dans le secteur 1 - Centre. Elle mesure 105 mètres de long. Elle est particulièrement étroite et sa largeur est d'environ 3 mètres. Elle naît perpendiculairement à la rue des Filatiers, se prolonge vers l'est, puis fait un coude vers le sud et se termine au croisement de la rue Maletache.
La chaussée compte une voie de circulation automobile à sens unique, de la rue Maletache vers la rue des Filatiers. Elle appartient à une zone de rencontre et la vitesse y est limitée à 20 km/h. Il n'existe pas de bande, ni de piste cyclable, quoiqu'elle soit à double-sens cyclable.

### Voies rencontrées
La rue des Quatre-Billards rencontre les voies suivantes, dans l'ordre des numéros croissants :
1. Rue des Filatiers
2. Rue Maletache

## Odonymie

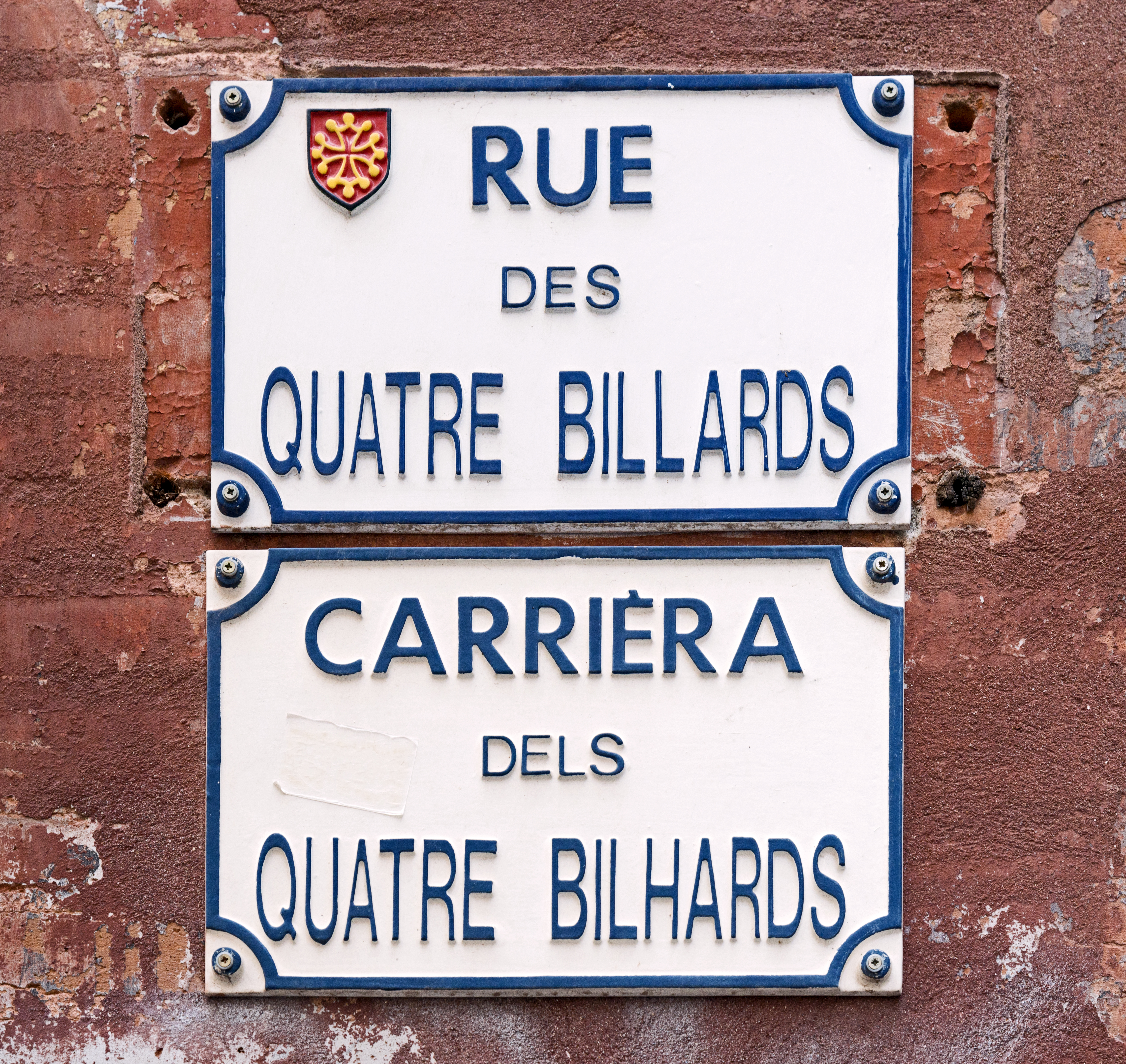
Plaques de rue en français et en occitan.

La rue tient son nom du Café des Quatre-Billards qui se trouvait dans cette rue et était déjà connu au milieu du XVIIIe siècle dans les interrogatoires de l'affaire Jean Calas, la victime, Marc-Antoine Calas étant un grand habitué des lieux,.
Au Moyen Âge, la rue portait le nom de rue Sesquières-Neuve, qu'elle partageait avec la rue Maletache, qui portait le même nom. Celui-ci leur venait des artisans sesquiers, qui faisaient le rempaillage des chaises et employaient la sesque (sesca en occitan), plante des milieux humides qui pousse dans la région. Elle fut aussi la rue Neuve-de-la-Pierre. En 1794, pendant la Révolution française, la rue porta quelque temps le nom de rue de la Décence.

## Histoire

### Moyen Âge et période moderne
Au Moyen Âge, la rue des Quatre-Billards appartient au capitoulat de Saint-Barthélémy. La plupart des maisons qui donnent sur la rue sont en fait des étables ou des écuries qui dépendent des maisons et des immeubles des rues voisines : rue des Filatiers, rue Maletache et rue des Chapeliers (actuelle rue du Languedoc). Elle est principalement peuplée par des artisans sesquiers, qui font le rempaillage des chaises, et ont donné leur nom à la rue – rue Sesquières-Neuve.
Le 7 mai 1463, vers 10 heures du soir, un incendie se déclare dans une boulangerie, dans la rue Maletache. Le feu, activé par le vent d'autan, réduit en cendres toutes les maisons de la rue. Au cours des siècles suivants, les familles toulousaines se font bâtir de vastes demeures : dans la première moitié du XVIIe siècle, la famille Comère fait bâtir un vaste hôtel, qui a sa façade principale sur la rue Maletache (actuel no 3), mais dont les dépendances bordent les côtés nord et ouest de la rue Sesquières-Neuve.

### Époque contemporaine
Au cours du XIXe siècle, la plupart des maisons les plus insalubres sont démolies et remplacées par des immeubles d'une architecture très sobre (actuels no 1, 5, 7, 13 et 15). Même le vieil hôtel des Comère est touché par les remaniements en 1866, à la demande de son nouveau propriétaire, Roca d'Huyteza.

## Patrimoine et lieux d'intérêt
- no  4 : hôtel Comère.  Inscrit MH (1928, fontaine)[7]. 
Cette maison est une dépendance de l'hôtel de la famille Comère de la rue Maletache (actuel no 3), aménagé dans la première moitié du XVIIe siècle. Le blason de la famille Comère orne l'arc du portail. Dans l'arrière-cour, une fontaine de style Renaissance tardive (Louis XIII) est remarquable par son riche décor de pilastres cannelés avec chapiteaux ioniques, pointes de diamant, fronton curviligne interrompu, pot à feu et cartouche[8].